# Dysdera mazeruni
Dysdera mazeruni (лат.) — вид аранеоморфных пауков из семейства Dysderidae.
Обнаружен в Иране. Название происходит от имени мазандеранского языка, северозападной ветви языка мазендеранцев, проживающих в провинции, где найдена типовая серия.

## Описание
Мелкий паук. Общая длина голотипа самки 8,90 мм. Карапакс 4,25 мм в длину и 3,37 в ширину. Диаметры глаз: передние AME 0,21 мм, заднесрединные PME 0,19 мм, заднебоковые PLE 0,2 мм. Карапакс, стернум, хелицеры, лабиум и максиллы оранжевые. Ноги желтоватые. Брюшко бледно-бежевое, без рисунка. Паутинные железы равномерно бледно-бежевые. Новый вид похож на D. isfahanica, но отличается дугообразным передним краем рецептакла (против почти прямого), почти квадратной формой дорсальной дуги (против отчётливо трапециевидной) и более короткими передними углами (против более длинных). Включён в состав видовой группы Dysdera aculeata, для которой характерен удлинённый и шестиугольный карапакс, псемболус длиннее тегулума, с передним (= срединным) гребнем и заострённой вершиной. Расстояние между задними боковыми и срединными глазами (PLE и PME) менее половины их диаметра.

## Распространение
Иран, провинция Мазендеран, побережье Каспийского моря.